# Bonellia macrocarpa
Bonellia macrocarpa (Cav.) B.Ståhl & Källersjö – gatunek roślin z rodziny pierwiosnkowatych (Primulaceae). Występuje naturalnie w Meksyku, Belize, Gwatemali, Salwadorze oraz Hondurasie. Ponadto został introdukowany w Stanach Zjednoczonych (na Florydzie) i Wietnamie. 

## Morfologia

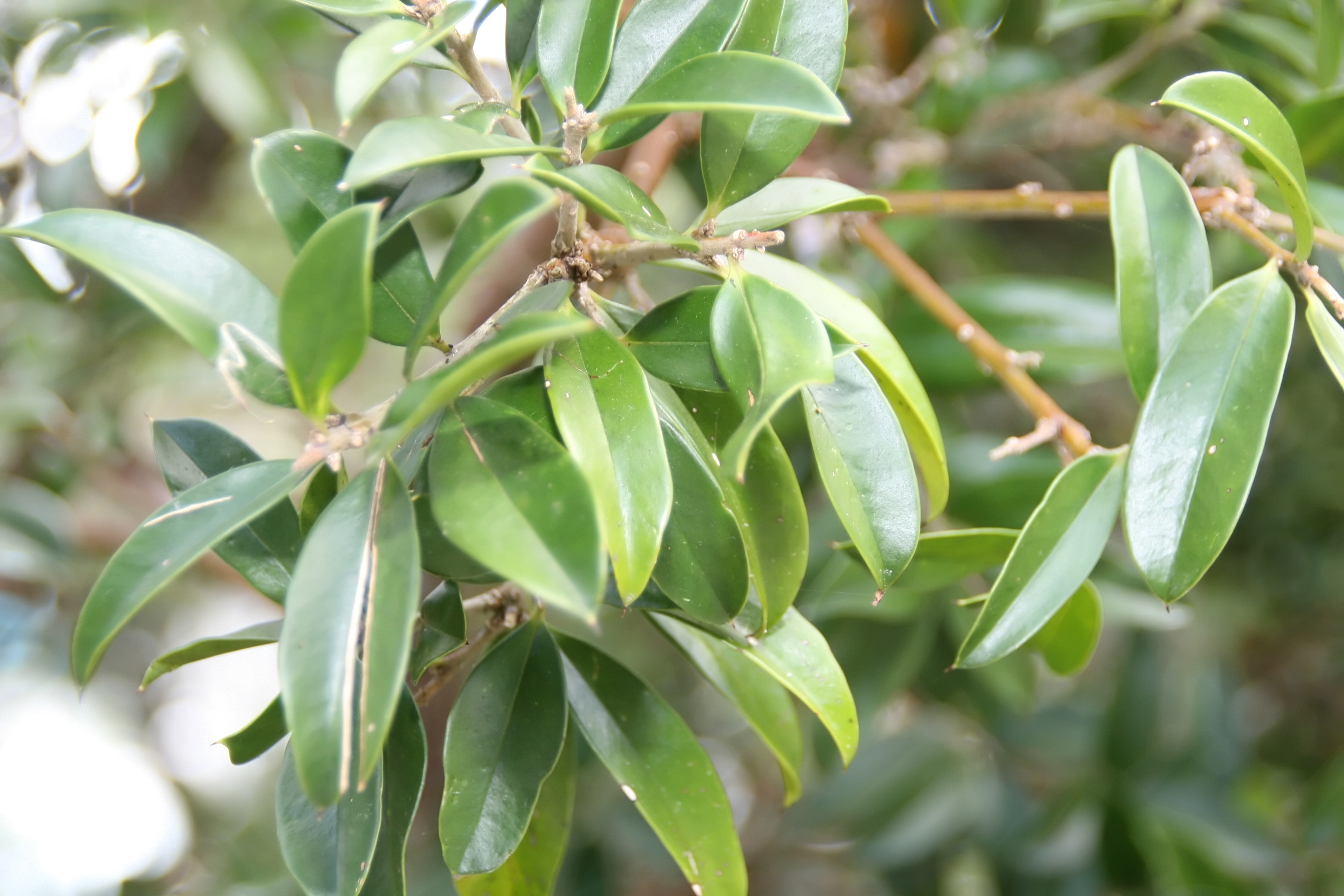
Liście

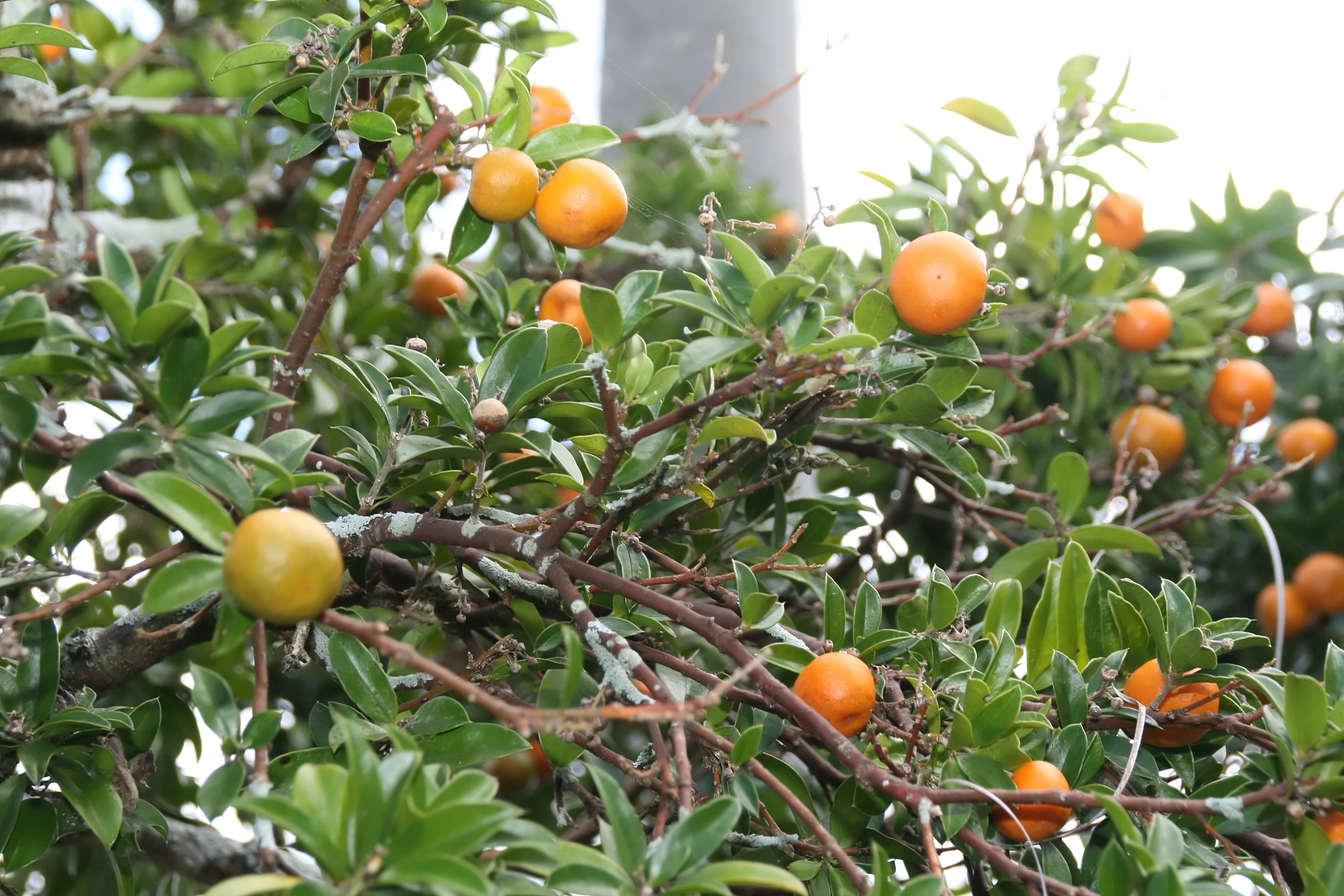
Owoce

PokrójZimozielony krzew dorastający do 3 m wysokości.
LiścieBlaszka liściowa jest skórzasta i ma eliptyczny kształt. Mierzy 2–4 cm długości oraz 1–1,5 cm szerokości, jest całobrzega, ma tępą nasadę i nagle zaostrzony wierzchołek. Ogonek liściowy jest nagi.
KwiatyZebrane w gronach wyrastających niemal na szczytach pędów. Mają 5 działek kielicha o okrągławym kształcie i dorastających do 2–3 mm długości. Płatki są zaokrąglone i mają pomarańczową barwę oraz 4–5 mm długości. Pręcików jest 5.
OwoceJagody mierzące 18 mm średnicy, o niemal kulistym kształcie.

## Zmienność
W obrębie tego gatunku oprócz podgatunku nominatywnego wyróżniono dwa podgatunki:
- B. macrocarpa subsp. panamensis (Lundell) B.Ståhl & Källersjö
- B. macrocarpa subsp. pungens (A.Gray) B.Ståhl & Källersjö